# 卡爾加波利耶區

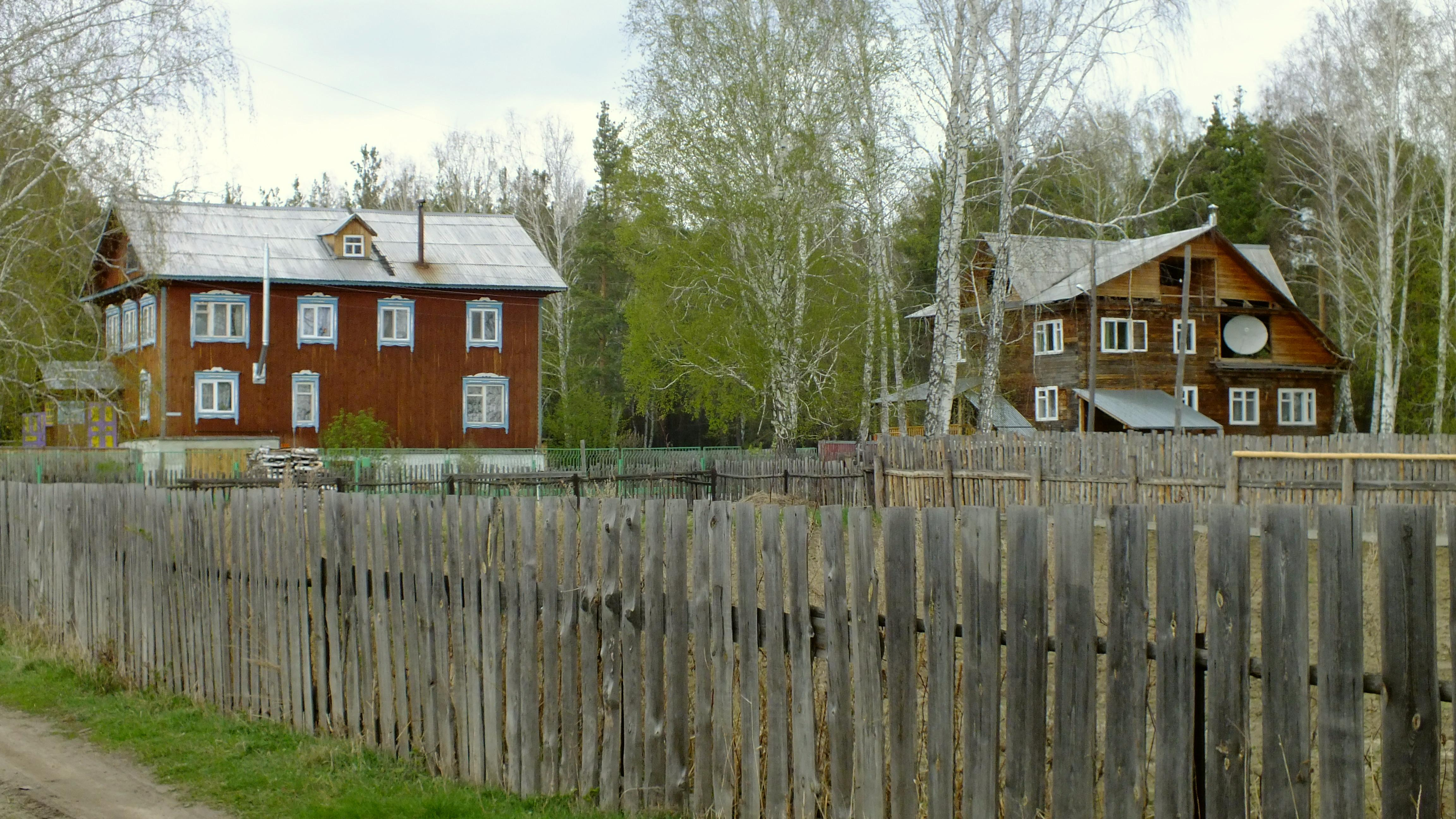

卡爾加波利耶區（俄语：Каргапольский район），是俄羅斯的一個區，位於該國南部，由庫爾干州負責管轄，面積3,220平方公里，2010年人口31,832，人口密度每平方公里9.89人。